# Pilum

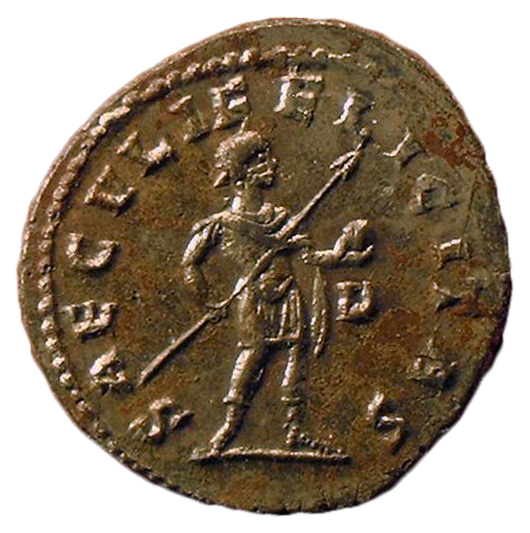
Antoninianus, fiul lui Carus, purtând un pilum

Pilumul (din latină de la pilum, pl. pila) este o suliță scurtă folosită de legionarii romani ca armă de distanță. Primele rânduri ale cohortei aruncau pilumul chiar înainte de contactul cu inamicul. În mod standard fiecare legionar avea două pilumuri.

## Caracteristici
În general avea o lungime totală de aproximativ doi metri. În vârf avea o tijă de fier de aprox. 7 mm în diametru și 60 cm lungime, cu cap piramidal.
Pilumurile aveau partea metalică mai lungă decât la alte sulițe, iar la capătul ei un tip de con care, cu vârful spre tăiș, în cazul în care pilumul penetra tare scutul inamicului, acel con intra în scut, și nu mai putea fi scos.Așa că scutul era aruncat, numai fiind bun de nimic, iar luptătorul era mai vulnerabil contra atacului inamic.

## Legătura cu Iuliu Caesar
Atunci când romanii, având în frunte pe Iulius Cezar, au încercat să cucerească Galia, au trebuit să aducă tot ce aveau mai bun pentru a cuceri cetatea fortificată a lui Vercingetorix și cei 80.000 de gali ai lui.Așa că au adus cu ei și pilumurile, care le-au asigurat victoria.
Un test al eficacității ei a fost efectuat de echipa emisiunii Ancients Behaving Badly pentru canalul de televiziune History.Aceasta a demonstrat că pilum poate sparge un scut gal din lemn de stejar gros de 1,3 cm căptușit cu piele argăsită.